# Allison J71
Das Allison J71 ist ein Strahltriebwerk des US-amerikanischen Herstellers Allison. 

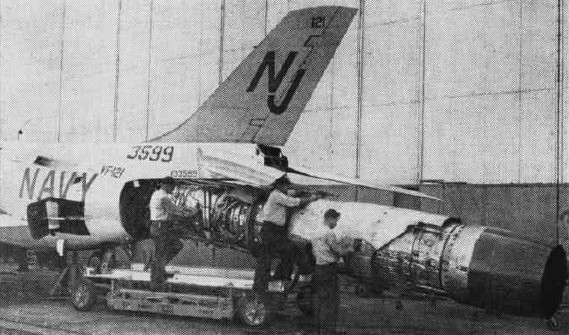
Allison J71-A-2 einer McDonnell F3H

Das Triebwerk entstand als Weiterentwicklung aus dem Allison J35 und sollte ursprünglich die Bezeichnung J35-A-23 erhalten. Die wesentliche Änderung betraf die Art und die Form der Brennkammer. Während das J35 noch über zehn einzelne, voneinander getrennte Brennkammern verfügte, fanden beim J71  Einspritzung und Verbrennung in einer ringförmigen großen Brennkammer statt. Diese Bauart wurde von Allison als „cannular“ bezeichnet.
Die Verdichtung geschah in einem 16-stufigen Axialkompressor, angetrieben von einer ebenfalls axialen dreistufigen Turbine. Das Triebwerk war allwettertauglich  und hatte im Einlauf eine eigene Enteisungsanlage, die mit Zapfluft beheizt wurde. Eine Hydraulik versorgte die Stellelemente im Einlauf und an der Austrittsdüse. Die Triebwerksregelung erfolgte elektrohydraulisch mit einer Steuereinheit, die von Honeywell entwickelt und gebaut worden war.
Bei der Zulassungsprüfung erbrachte das Triebwerk einen Startschub von 44,5 kN bei 6100 min-1.

## J71-A-2
Erste Produktionsversion für die McDonnell F3H. Ausgerüstet mit einem Nachbrenner lieferte sie einen Standschub von 62,2 kN.

## J71-A-3
Ausführung für die Northrop SM-62 Snark als Verlusttriebwerk. Diese Ausführung war ursprünglich für eine Weiterentwicklung der Northrop F-89 vorgesehen, der F-89E. Dieses Triebwerk lieferte einen Schub von 43,2 kN.

## J71-A-4
Ausführung für die Martin P6M  mit einem gegenüber der Ausführung A-2 verkürzten Nachbrenner. Der Maximalschub mit Nachbrenner lag bei 57,9 kN.

## YJ71-A-5
Ausführung für die nicht produzierte Boeing B-47C mit 47,7 kN Schub.

## J71-A-7
Verbesserte Ausführung der J71-A-2, sollte in der Republic F-105 verwendet werden.

## J71-A-9
Ausführung für die Douglas B-66A ohne Nachbrenner. Die Entscheidung für die Fertigung dieser Ausführung fiel am 5. August 1952.

## J71-A-11
Verbesserte Version für die Douglas RB-66B, ebenfalls ohne Nachbrenner.

## J71-A-13
Für die Varianten Douglas B-66B, EB-66C/E, RB-66B/C, WB-66D

## Technische Daten (J71-A-2)
- Verdichter: axial, 16-stufig
- Turbine: axial, dreistufig
- Verdichtung: 8:1
- Luftdurchsatz: 72,57 kg/s
- Länge: 7230 mm (mit Nachbrenner)
- Durchmesser: 1067 mm
- Gewicht: 2208 kg
- Startschub: 62,2 kN

## Technische Daten (J71-A-11)
- Verdichter: wie A-2
- Turbine: wie A-2
- Länge: 4850 mm
- Durchmesser: 1209 mm
- Gewicht: 1855 kg
- Startschub: 45,4 kN